# Финтий

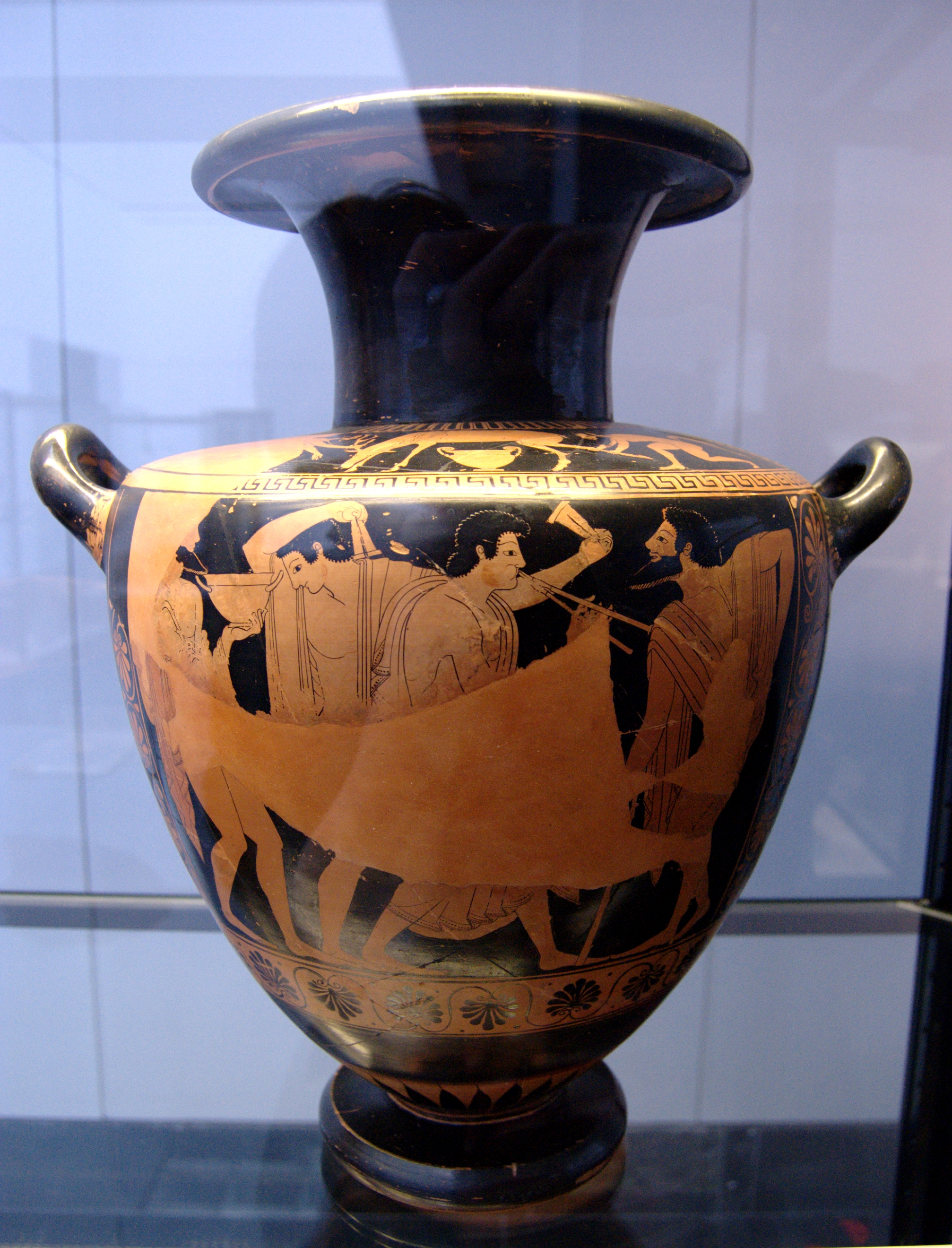
Гидрия со сценой комоса: двое играют на авлосе и кроталах, третий несёт стамнос, Государственное античное собрание.

Финтий — древнегреческий вазописец и гончар, работал на конце VI века до н. э. Наряду с Евфронием и Евфимидом Финтий был важнейшим представителем вазописи. Десять работ, датированные периодом между 525 и 510 годами до н. э., содержат его подпись: семь вазописных работ и три керамические работы.
Ранние работы Финтия выглядят несколько более старомодно, чем у других вазописцев-пионеров, на них чувствуется влияние более ранних мастеров Псиакса и Ольтоса. Даже в период подъёма техники вазописцев-пионеров, Финтий использовал некоторые приёмы чернофигурного стиля, в частности изображение чернофигурным орнаментов.
Однако тематика изображаемых Финтием сцен чрезвычайно богата. Он часто обращался к таким бытовым темам, как симпосии, гетеры и уроки музыки, но и часто рисовал мифологические сцены. Подобно другим вазописцам-пионерам, Финтий часто расписывал вазы собственной работы, а также делал надписи, вспоминая своих «коллег».